# Deborah Ellis
Pour les articles homonymes, voir Ellis.
Œuvres principales
- Série Parvana

Deborah Ellis, née le 7 août 1960 à Cochrane en Ontario, où elle a passé ses années de jeunesse, est une écrivaine canadienne spécialisée dans la littérature d'enfance et de jeunesse. Elle travaille à Toronto dans le domaine de la santé mentale.

## Biographie
Militante pour la non-violence dès l’âge de dix-sept ans, Deborah Ellis rejoint la ville de Toronto après ses études de lycée, afin de travailler dans un mouvement pour la Paix. Plus tard, elle s’investit dans un mouvement en faveur de l’égalité des femmes et la justice économique. Mais son engagement le plus fort est politique : Deborah Ellis est une fervente partisane de la politique anti-militarisme. Les droits de son roman seront intégralement reversés à Wyman for Oman in Afghanistan, une association qui apporte son soutien à l’éducation des jeunes filles afghanes dans les camps de réfugiés au Pakistan.
En 2020, elle est sélectionnée pour représenter son pays, le Canada, pour le prix Hans-Christian-Andersen, dans la catégorie Auteur, prix international juanais fm. 
De 2019 à 2023, elle est sélectionnée cinq années d'affilée pour le prestigieux prix suédois, le Prix commémoratif Astrid-Lindgren.

## Œuvres

### SérieParvana
1. Parvana : une enfance en Afghanistan, Hachette, coll. « Le Livre de poche Jeunesse », 2003 ((en) The Breadwinner, 2001)  (ISBN 978-2013218368)
2. Le Voyage de Parvana, Hachette, coll. « Le Livre de poche Jeunesse », 2003 ((en) Parvana's Journey, 2002)  (ISBN 978-2013221412)
3. On se reverra, Parvana, Hachette, coll. « Le Livre de poche Jeunesse », 2006 ((en) Mud City, 2003)  (ISBN 978-2013211222)
4. Je m'appelle Parvana, Hachette, coll. « Témoignages », 2014 ((en) My Name is Parvana, 2012)  (ISBN 978-2012033108)

### Romans indépendants
- Binti, une enfance dans la tourmente africaine, Hachette, coll. « Le Livre de poche Jeunesse », 2005 ((en) The Heaven Shop, 2004)  (ISBN 978-2013211543)
- (en) Click, 2007Écrit avec Linda Sue Park, David Almond, Eoin Colfer, Roddy Doyle, Nick Hornby, Margo Lanagan, Gregory Maguire, Ruth Ozeki et Tim Wynne-Jones (en).